# 아우구스티나스 볼데마라스

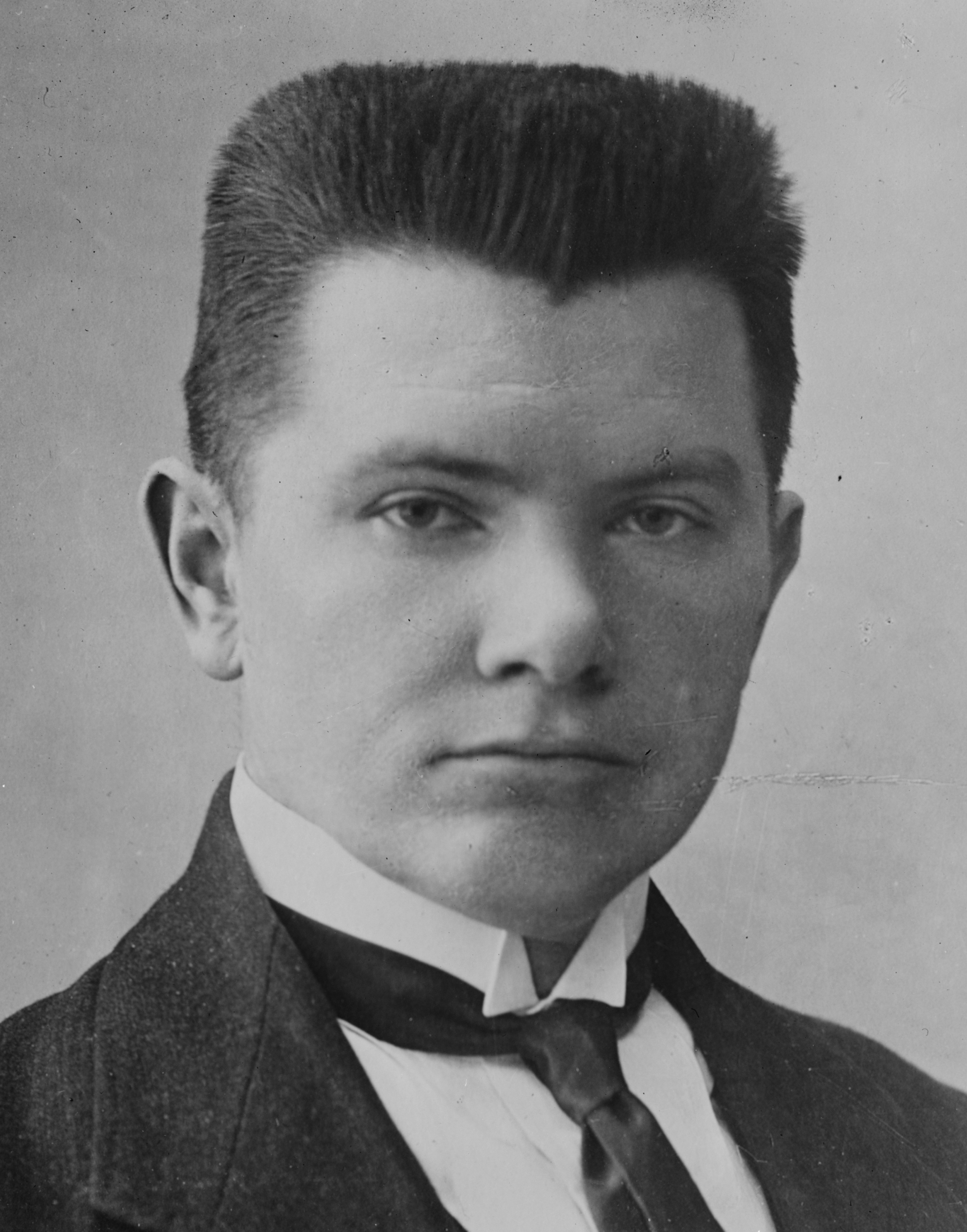
아우구스티나스 볼데마라스

아우구스티나스 볼데마라스(리투아니아어: Augustinas Voldemaras, 1883년 4월 16일 ~ 1942년 5월 16일)는 리투아니아의 정치인이다.
1910년 러시아 제국의 상트페테르부르크 대학교로부터 역사학, 철학 석사 학위를 받았다. 1918년 리투아니아가 독립한 이후에는 리투아니아의 총리(1918년 11월 11일 ~ 1918년 12월 26일), 외무부 장관(1918년 11월 11일 ~ 1920년 6월 19일)을 역임했다.
1926년 12월 17일 안타나스 스메토나(Antanas Smetona)가 쿠데타를 통해 정권을 잡으면서 총리로 임명되었지만 1929년 9월 23일에 스메토나 대통령에 의해 자라사이(Zarasai)로 추방당했다. 1934년에는 스메토나에 반대하는 쿠데타를 시도한 혐의로 체포되었고 1938년에는 프랑스로 망명했다. 1940년 소련이 리투아니아를 점령하면서 귀환했지만 소련 당국에 의해 체포되었으며 1942년 모스크바에 위치한 감옥에서 사망했다.

## 기타
- 철 늑대